# Свети Николай (Неа Арецу)
„Свети Николай“ (на гръцки: Αγίου Νικολάου) е православна църква в солунското предградия Каламария, Гърция, катедрален храм на Неакринийската и Каламарийска епархия.
Църквата е разположена в южния квартал на Каламария Неа Арецу, създаден в 1922 година от гърци бежанци от малоазийското градче Арецу (Рисио) и е обикновена сграда, състояща се единствено от наос и светилище. Постепенно се сдобива с амвон, дървен иконостас, дървен олтар с балдахин и в светилището е оформен протезис. Иконите са изписани в 1925 – 1926 година. В 1930 година е издигната камбанария, а в 1950 година – помощни помещения към църквата.
От 1964 година започва събирането на пари за построяване на нов, по-голям храм. Основният камък на новата църква е поставен на 20 октомври 1975 година от митрополит Прокопий Неакринийски. Работата приключва в 1985 година и в същата година храмът е осветен и открит на 20 октомври. В светилището на църквата има два параклиса – „Свети Козма Етолийски“, открит в 1988 година и „Света Анастасия“, открит на следната 1989 година.